# Tỉnh ủy Vĩnh Phúc
Tỉnh ủy (Ban Chấp hành Đảng bộ tỉnh) Vĩnh Phúc là cơ quan lãnh đạo cao nhất của Đảng bộ tỉnh Vĩnh Phúc giữa hai kỳ Đại hội, có chức năng lãnh đạo thực hiện nghị quyết đại hội đại biểu đảng bộ tỉnh; các chủ trương, nghị quyết, chỉ thị của Trung ương và chính sách, pháp luật của Nhà nước; đề xuất, kiến nghị Bộ Chính trị, Ban Bí thư những vấn đề có liên quan đến sự lãnh đạo của Trung ương đối với địa phương.
Đứng đầu Tỉnh ủy là Bí thư Tỉnh ủy, thường là Ủy viên Ban Chấp hành Trung ương Đảng. Bí thư Tỉnh ủy hiện tại là Ủy viên Trung ương Đảng Đặng Xuân Phong.

## Lịch sử
Ngay sau khi Đảng Cộng sản Việt Nam được thành lập, ở Vĩnh Phúc hàng loạt các Chi bộ Cộng sản được ra đời như: Chi bộ Đa Phúc (3-1933), Chi bộ Vĩnh Tường (8-1938), Chi bộ Tam Lộng (10-1933), Chi bộ Lâm Hộ (12-1940),...
Ngày 26/01/1968, Ủy ban Thường vụ Quốc hội ra Nghị quyết 504-NQ/QH về việc hợp nhất hai tỉnh Phú Thọ và Vĩnh Phúc thành tỉnh Vĩnh Phú để phù hợp với yêu cầu và nhiệm vụ trong giai đoạn mới của cách mạng. Tháng 5/1968, Ban Chấp hành Trung ương Đảng chỉ định Ban Chấp hành lâm thời Đảng bộ tỉnh Vĩnh Phú.
Trong thời gian từ 1968-1996 Đảng bộ Phú Thọ và Đảng bộ Vĩnh Phúc hợp chung thành Đảng bộ Vĩnh Phú.
Ngày 12/12/1996, Bộ Chính trị, Ban Chấp hành Trung ương Đảng đã ra Quyết định số 117-QĐNS/TW thành lập Đảng bộ Vĩnh Phúc và chỉ định Ban Chấp hành lâm thời của Đảng bộ.

## Nhiệm vụ
Một số nhiệm vụ chính:
- Lãnh đạo cụ thể hóa nghị quyết đại hội đại biểu đảng bộ tỉnh; các chủ trương, nghị quyết của Trung ương.
- Lãnh đạo chính quyền địa phương thực hiện chức năng, nhiệm vụ, quyền hạn quản lý nhà nước theo quy định của pháp luật.
- Định hướng những vấn đề đặc biệt quan trọng do HĐND tỉnh quyết định.
- Lãnh đạo công tác dân vận; nâng cao vai trò giám sát và phản biện xã hội của Mặt trận Tổ quốc, các đoàn thể chính trị - xã hội và đại diện của nhân dân.
- Xác định mục tiêu, phương hướng, nhiệm vụ chủ yếu trong quy hoạch phát triển kinh tế - xã hội, kế hoạch dài hạn và trung hạn...
- Cho chủ trương về kinh tế - xã hội, ngân sách, đối ngoại...; chủ trương đầu tư các dự án của địa phương.
- Cho ý kiến về quy hoạch địa giới hành chính hoặc thành lập, sáp nhập, chia tách đơn vị hành chính theo quy định của pháp luật...
- Xác định nhiệm vụ trọng tâm, đột phá, các chương trình, dự án trọng điểm. Tổ chức triển khai thực hiện thí điểm các chủ trương, mô hình mới theo chỉ đạo của Trung ương.
- Định hướng hoặc quyết định theo thẩm quyền những vấn đề về xây dựng Đảng.
- Quyết định các vấn đề liên quan đến quản lý tài chính, tài sản của đảng bộ; xem xét, cho ý kiến về công tác tài chính đảng.

## Các Cơ quan, Đảng ủy trực thuộc
1. Văn phòng Tỉnh ủy: cơ quan tham mưu, giúp việc chung; trực tiếp quản lý tài chính, tài sản của Tỉnh ủy,...
2. Ban Tổ chức Tỉnh ủy: cơ quan tham mưu, giúp việc về công tác tổ chức xây dựng đảng; cơ quan chuyên môn, nghiệp vụ về công tác tổ chức cán bộ, đảng viên, bảo vệ chính trị nội bộ, tổ chức bộ máy, biên chế của hệ thống chính trị trong tỉnh; cơ quan thường trực về công tác thi đua, khen thưởng, tuyển dụng, nâng ngạch, xếp lương đối với cán bộ, công chức, viên chức.
3. Ban Nội chính Tỉnh ủy: cơ quan tham mưu, giúp việc về công tác nội chính, cải cách tư pháp và phòng, chống tham nhũng; cơ quan chuyên môn, nghiệp vụ về công tác nội chính đảng; cơ quan thường trực Ban chỉ đạo Cải cách tư pháp tỉnh và Ban chỉ đạo Phòng, chống tham nhũng của Tỉnh ủy.
4. Ban Tuyên giáo và Dân vận Tỉnh ủy: cơ quan tham mưu, giúp việc về công tác xây dựng Đảng thuộc các lĩnh vực chính trị tư tưởng, tuyên truyền, lý luận chính trị, báo chí, xuất bản, văn hoá, văn nghệ, khoa giáo; cơ quan chuyên môn, nghiệp vụ về công tác tuyên giáo của Tỉnh ủy. Nghiên cứu, kiểm tra việc thực hiện công tác quần chúng, phối hợp với các hoạt động vận động quần chúng nhằm thực hiện tốt các nhiệm vụ kinh tế, xã hội, an ninh quốc phòng, xây dựng Đảng, xây dựng chính quyền.
6. Ủy ban Kiểm tra Tỉnh ủy: cơ quan kiểm tra, giám sát chuyên trách của Tỉnh ủy, thực hiện các nhiệm vụ, quyền hạn được quy định trong Điều lệ Đảng; cơ quan tham mưu về việc thực hiện nhiệm vụ kiểm tra, giám sát và thi hành kỷ luật trong Đảng.
7. Đảng ủy Quân sự tỉnh: lãnh đạo mọi mặt cơ quan quân sự tỉnh.
8. Đảng ủy Công an tỉnh: lãnh đạo mọi mặt cơ quan công an tỉnh.
9. Đảng ủy UBND tỉnh: lãnh đạo các tổ chức cơ sở đảng trong khối thực hiện nhiệm vụ chính trị; kiểm tra, giám sát các tổ chức đảng, đảng viên chấp hành các văn bản của Đảng, chính sách, pháp luật của Nhà nước,...
10. Đảng uỷ Các cơ quan Đảng tỉnh: lãnh đạo các tổ chức cơ sở đảng trong khối thực hiện nhiệm vụ chính trị; kiểm tra, giám sát các tổ chức đảng, đảng viên chấp hành các văn bản của Đảng, chính sách, pháp luật của Nhà nước,...
12. Trường Chính trị tỉnh: tổ chức đào tạo, bồi dưỡng cán bộ lãnh đạo, quản lý về lý luận chính trị - hành chính; kiến thức và chuyên môn, nghiệp vụ về công tác xây dựng Đảng, chính quyền, MTTQ và các thành viên,...
13. Báo Vĩnh Phúc.
14. Thành ủy: Vĩnh Yên, Phúc Yên.
15. Huyện ủy: Bình Xuyên, Yên Lạc, Tam Đảo, Tam Dương, Vĩnh Tường, Lập Thạch, Sông Lô.

## Thường trực Tỉnh ủy

### Cơ cấu
Gồm Bí thư và 2 Phó Bí thư. Theo Chỉ thị số 35-CT/TW của Bộ Chính trị khóa XII, số lượng Phó Bí thư (trừ Hà Nội, TP. HCM) tối đa là 2 người.

### Nhiệm vụ chính
- Chỉ đạo việc chuẩn bị và tổ chức thực hiện quy chế làm việc, chương trình làm việc toàn khóa của Tỉnh ủy; Xây dựng và tổ chức thực hiện chương trình làm việc hằng năm, 6 tháng, hằng quý, hằng tháng của Ban Thường vụ Tỉnh ủy, chương trình kiểm tra, giám sát hằng năm của Tỉnh ủy.
- Chỉ đạo giải quyết những công việc hằng ngày của đảng bộ, những vấn đề đột xuất nảy sinh giữa hai kỳ họp của Ban Thường vụ Tỉnh ủy.
- Cho chủ trương thực hiện quy trình bổ nhiệm, giới thiệu ứng cử, điều động, thuyên chuyển, nghỉ hưu, thôi giữ chức vụ, miễn nhiệm, từ chức các chức danh thuộc diện Tỉnh ủy, Ban Thường vụ Tỉnh ủy quản lý trước khi trình Ban Thường vụ Tỉnh ủy cho ý kiến.
- Cho ý kiến về bổ nhiệm, điều động, thuyên chuyển, nghỉ hưu, thôi giữ chức vụ, miễn nhiệm, từ chức của cán bộ thuộc quyền quản lý của đảng đoàn, ban cán sự đảng các cơ quan nhà nước hoặc tổ chức quần chúng đối với các trường hợp mà các tổ chức đảng thấy cần phải xin ý kiến thường trực cấp ủy trước khi quyết định.
- Chỉ đạo công tác phòng, chống tham nhũng, lãng phí.
- Cho ý kiến về chủ trương xử lý các vấn đề đột xuất có liên quan đến an ninh trên địa bàn, nhất là an ninh chính trị, tôn giáo, dân tộc. Chỉ đạo thực hiện nhiệm vụ quốc phòng, quân sự địa phương và trong chỉ đạo, chỉ huy các đơn vị quân đội đóng trên địa bàn.
- Cho ý kiến về chủ trương đầu tư một số dự án quan trọng theo quy định của Ban Thường vụ để UBND tỉnh quyết định.

### Danh sách khóa 17
1. Đặng Xuân Phong - Ủy viên Trung ương Đảng, Bí thư Tỉnh ủy
2. Bùi Huy Vĩnh - Phó Bí thư thường trực Tỉnh ủy
3. Trần Duy Đông - Phó Bí thư Tỉnh ủy, Chủ tịch UBND tỉnh

## Ban Thường vụ Tỉnh ủy

### Chức năng
- Là cơ quan lãnh đạo giữa hai kỳ họp của Tỉnh ủy, có chức năng lãnh đạo và kiểm tra, giám sát việc thực hiện nghị quyết của đại hội đại biểu tỉnh; nghị quyết, chỉ thị của Tỉnh ủy và của Trung ương.
- Quyết định chủ trương về công tác tổ chức, cán bộ.
- Quyết định triệu tập và chuẩn bị nội dung các kỳ họp của Tỉnh ủy; đề xuất, kiến nghị Bộ Chính trị, Ban Bí thư và Tỉnh ủy những vấn đề có liên quan đến sự lãnh đạo của Trung ương và của cấp ủy cấp tỉnh đối với địa phương.
- Phối hợp với các cơ quan, tổ chức có liên quan trong thực hiện nhiệm vụ chính trị được giao.

### Cơ cấu
Theo Chỉ thị số 35-CT/TW của Bộ Chính trị khóa XII, số lượng ban thường vụ cấp ủy cấp tỉnh (trừ Hà Nội, TP. HCM, Thanh Hóa, Nghệ An) là từ 13 đến 15 thành viên. Định hướng cơ cấu gồm: Bí thư, Phó bí thư; Chủ tịch và 1 phó chủ tịch HĐND; Chủ tịch và 1 phó chủ tịch UBND; Chủ nhiệm UBKT cấp ủy và trưởng các ban: Tổ chức, Tuyên giáo, Dân vận, Nội chính; Chủ tịch MTTQ (ở những nơi chưa thực hiện Trưởng ban Dân vận đồng thời là Chủ tịch MTTQ); Chỉ huy trưởng Quân sự, Giám đốc Công an; người đứng đầu cấp ủy một số địa bàn, lĩnh vực quan trọng cần tập trung sự lãnh đạo của ban thường vụ cấp ủy.

### Danh sách khóa 17
1. Đặng Xuân Phong - Ủy viên Trung ương Đảng, Bí thư Tỉnh ủy, Trưởng đoàn Đại biểu Quốc hội khóa XV tỉnh Vĩnh Phúc
2. Trần Duy Đông - Phó Bí thư Tỉnh ủy, Chủ tịch UBND tỉnh [3]
3. Bùi Huy Vĩnh - Phó Bí thư thường trực Tỉnh ủy [4]
4. Hà Quang Tiến - Phó Chủ tịch thường trực Hội đồng nhân dân tỉnh [5]
5. Nguyễn Thanh Tùng - Bí thư Huyện ủy Tam Dương [6]
6. Nguyễn Trung Hải - Bí thư Thành ủy Vĩnh Yên [7]
7. Vũ Việt Văn - Phó Chủ tịch thường trực Ủy ban nhân dân tỉnh
8. Đại tá Thân Văn Hải - Giám đốc Công an tỉnh
9. Trần Thanh Hải - Trưởng ban Tuyên giáo và Dân vận Tỉnh ủy [8]
10. Lương Đức Minh - Chủ nhiệm Ủy ban Kiểm tra Tỉnh ủy

### Kỷ luật
Tại kỳ họp thứ 2 của Ủy ban Kiểm tra Trung ương (UBKTTƯ), cơ quan này xác định: Ban Thường vụ Tỉnh ủy Vĩnh Phúc đã vi phạm nguyên tắc tập trung dân chủ, Quy chế làm việc, quy định về trách nhiệm nêu gương và các quy định của Đảng, Nhà nước trong việc bổ nhiệm một số cán bộ diện Ban Thường vụ Tỉnh ủy quản lý. UBKTTƯ yêu cầu Ban Thường vụ Tỉnh ủy Vĩnh Phúc thu hồi, hủy bỏ các nghị quyết, quyết định không đúng quy định về công tác cán bộ, đồng thời kiểm điểm, xử lý trách nhiệm đối với các tổ chức, cá nhân có liên quan, trong đó có trường hợp bà Trần Huyền Trang, ái nữ của Bí thư Tỉnh ủy, Chủ tịch Hội đồng nhân dân tỉnh, Trưởng đoàn Đại biểu Quốc hội tỉnh Hoàng Thị Thúy Lan được bổ nhiệm là Phó Giám đốc Sở Kế hoạch và Đầu tư 31 tuổi.
Tại kỳ họp thứ 40 của Ủy ban Kiểm tra Trung ương (UBKTTƯ), cơ quan này xác định: Ban Thường vụ Tỉnh ủy Vĩnh Phúc đã vi phạm nguyên tắc tập trung dân chủ, quy chế làm việc; vi phạm nguyên tắc tự phê bình, phê bình, đoàn kết thống nhất trong Đảng, trong công tác cán bộ; thiếu trách nhiệm, buông lỏng lãnh đạo, chỉ đạo, thiếu kiểm tra, giám sát để Đảng đoàn Hội đồng nhân dân (HĐND) tỉnh, Ban cán sự đảng Ủy ban nhân dân (UBND) tỉnh và nhiều tổ chức, cá nhân vi phạm nghiêm trọng quy định của Đảng, pháp luật của Nhà nước trong thực hiện một số dự án đầu tư, trong đó có các dự án do Công ty Cổ phần Tiến bộ Quốc tế (AIC), Công ty Cổ phần Tập đoàn FLC, Công ty Cổ phần Tập đoàn Phúc Sơn thực hiện; một số cán bộ, đảng viên suy thoái tư tưởng chính trị, đạo đức, lối sống, tiêu cực, nhận hối lộ, kê khai tài sản cá nhân không trung thực, vi phạm Luật Phòng, chống tham nhũng, vi phạm quy định về những điều đảng viên không được làm và trách nhiệm nêu gương. Ngày 14/5/2024, căn cứ nội dung, tính chất, mức độ, hậu quả, nguyên nhân vi phạm của các tổ chức đảng và các cá nhân nêu trên; theo Quy định của Đảng về kỷ luật tổ chức đảng, đảng viên vi phạm, Bộ Chính trị quyết định thi hành kỷ luật cảnh cáo Ban Thường vụ Tỉnh ủy Vĩnh Phúc các nhiệm kỳ 2015 - 2020, 2020 - 2025.

## Ban Chấp hành Đảng bộ tỉnh khóa XVII
| TT | Họ và tên             | Chức vụ trước đó                                                              | Chức vụ hiện nay                                                     | Ghi chú |
| -- | --------------------- | ----------------------------------------------------------------------------- | -------------------------------------------------------------------- | ------- |
| 1  | Đặng Xuân Phong       | Bí thư Tỉnh ủy Lào Cai                                                        | Bí thư Tỉnh ủy, Trưởng đoàn Đại biểu Quốc hội khóa XV tỉnh Vĩnh Phúc |         |
| 2  | Trần Việt Cường       | Chánh Văn phòng Tỉnh ủy                                                       | Trưởng ban Tổ chức Tỉnh ủy                                           |         |
| 3  | Lưu Văn Dũng          | Giám đốc Sở Lao động - Thương binh & Xã hội                                   | Phó Trưởng ban thường trực Ban Nội chính Tỉnh ủy                     |         |
| 4  | Phùng Quang Dũng      | Chủ tịch Hội Nông dân tỉnh                                                    | Bí thư Huyện ủy Sông Lô                                              |         |
| 5  | Nguyễn Thị Thu Hà     | Chủ tịch Hội Liên hiệp Phụ nữ tỉnh                                            | Hiệu trưởng Trường Chính trị tỉnh                                    |         |
| 6  | Nguyễn Trung Hải      | UVBTV, Phó Chủ tịch thường trực HĐND tỉnh                                     | UVBTV, Bí thư Thành ủy Vĩnh Yên                                      |         |
| 7  | Trần Thanh Hải        | Giám đốc Sở Nông nghiệp & Phát triển nông thôn                                | UVBTV, Trưởng ban Tuyên giáo và Dân vận Tỉnh ủy                      |         |
| 8  | Đại tá Thân Văn Hải   | Phó Giám đốc Công an tỉnh Bắc Giang                                           | UVBTV, Giám đốc Công an tỉnh Vĩnh Phúc                               |         |
| 9  | Bùi Thị Thu Hằng      | Bí thư Đảng ủy Khối Các cơ quan tỉnh                                          | Chủ tịch Ủy ban Mặt trận Tổ quốc Việt Nam tỉnh                       |         |
| 10 | Nguyễn Khắc Hiếu      | Bí thư Huyện ủy Yên Lạc                                                       | Phó Chủ tịch Ủy ban nhân dân tỉnh                                    |         |
| 11 | Lê Tất Hiếu           | Viện phó Viện Kiểm sát nhân dân tỉnh                                          | Viện trưởng Viện Kiểm sát nhân dân tỉnh                              |         |
| 12 | Phan Thế Huy          | Phó Giám đốc Sở Xây dựng                                                      | Chánh Văn phòng Ủy ban nhân dân tỉnh                                 |         |
| 13 | Nguyễn Văn Huyến      | Giám đốc Sở Giáo dục & Đào tạo                                                | Chánh Văn phòng Tỉnh ủy                                              |         |
| 14 | Nguyễn Văn Mạnh       | Phó ban Tổ chức Tỉnh ủy                                                       | Phó Trưởng Đoàn ĐBQH chuyên trách tỉnh Vĩnh Phúc                     |         |
| 15 | Lương Đức Minh        | Phó Chủ nhiệm thường trực Ủy ban Kiểm tra Tỉnh ủy                             | UVBTV, Chủ nhiệm Ủy ban Kiểm tra Tỉnh ủy                             |         |
| 16 | Phùng Thị Kim Nga     | Phó Trưởng ban thường trực Ban Nội chính Tỉnh ủy                              | Phó Chủ tịch Ủy ban nhân dân tỉnh                                    |         |
| 17 | Phạm Quang Nguyên     | Giám đốc Sở Khoa học & Công nghệ                                              | Phó Chủ tịch Hội đồng nhân dân tỉnh                                  |         |
| 18 | Nguyễn Hồng Nhung     | Phó Tổng Biên tập Báo Vĩnh Phúc                                               | Chủ tịch Hội Liên hiệp Phụ nữ tỉnh                                   |         |
| 19 | Phạm Thị Hồng Nhung   | Phó Trưởng ban thường trực Ban Tổ chức Tỉnh ủy                                | Giám đốc Sở Nội vụ                                                   |         |
| 20 | Nguyễn Việt Phương    | Phó Bí thư Thành ủy, Chủ tịch Ủy ban nhân dân thành phố Vĩnh Yên              | Bí thư Thành ủy Phúc Yên                                             |         |
| 21 | Lê Quang Nghiệp       | Bí thư Huyện ủy Sông Lô                                                       | Bí thư Huyện ủy Lập Thạch                                            |         |
| 22 | Nguyễn Xuân Quang     | Giám đốc Sở Kế hoạch và Đầu tư                                                | Giám đốc Sở Tài chính                                                |         |
| 23 | Nguyễn Phú Sơn        | Giám đốc Sở Nội vụ                                                            | Giám đốc Sở Giáo dục và Đào tạo                                      |         |
| 24 | Nguyễn Mạnh Thắng     | Trưởng ban Kinh tế - Ngân sách HĐND tỉnh                                      | Chánh Thanh tra tỉnh                                                 |         |
| 25 | Trịnh Thị Thoa        | Phó Trưởng ban Dân vận Tỉnh ủy                                                | Chủ tịch Liên đoàn Lao động tỉnh                                     |         |
| 26 | Hà Quang Tiến         | UVBTV, Trưởng ban Nội chính Tỉnh ủy                                           | UVBTV, Phó Chủ tịch thường trực Hội đồng nhân dân tỉnh               |         |
| 27 | Lê Hồng Trung         | Giám đốc Sở Y tế                                                              | Giám đốc Sở Y tế                                                     |         |
| 28 | Nguyễn Minh Trung     | Bí thư Huyện ủy Bình Xuyên                                                    | Phó Trưởng ban Tuyên giáo và Dân vận Tỉnh ủy                         |         |
| 29 | Ngô Chí Tuệ           | Phó Trưởng ban thường trực Ban Tuyên giáo Tỉnh ủy                             | Giám đốc Sở Văn hóa - Thể thao và Du lịch                            |         |
| 30 | Lại Hữu Tuyển         | Phó Trưởng ban thường trực Ban Dân vận Tỉnh ủy                                | Bí thư Huyện ủy Yên Lạc                                              |         |
| 31 | Nguyễn Thanh Tùng     | Trưởng ban Dân vận Tỉnh ủy                                                    | UVBTV, Bí thư Huyện ủy Tam Dương                                     |         |
| 32 | Vũ Việt Văn           | Phó Chủ tịch Ủy ban nhân dân tỉnh                                             | UVBTV, Phó Chủ tịch thường trực UBND tỉnh                            |         |
| 33 | Hoàng Thị Thúy Vân    | Trưởng phòng, Cơ quan Ủy ban Kiểm tra Tỉnh ủy                                 | Phó Chủ nhiệm thường trực Ủy ban Kiểm tra Tỉnh ủy                    |         |
| 34 | Bùi Huy Vĩnh          | Trưởng ban Tuyên giáo Tỉnh ủy, Hiệu trưởng Trường Chính trị tỉnh (từ 11/2021) | Phó Bí thư thường trực Tỉnh ủy                                       |         |
| 35 | Đại tá Đặng Quốc Đồng | Phó Chỉ huy trưởng Bộ Chỉ huy quân sự tỉnh Yên Bái                            | Chỉ huy trưởng Bộ Chỉ huy Quân sự tỉnh (từ 1/2025)                   |         |
| 36 | Trần Duy Đông         | Thứ trưởng Bộ Kế hoạch và Đầu tư                                              | Phó Bí thư Tỉnh ủy, Chủ tịch UBND tỉnh                               |         |